# ОШ „Србија” Пале
ОШ „Србија” једна је од основних школа у општини Пале. Налази се у улици Добровољних давалаца крви 22, на Палама.

## Историјат
Године 2003—2004. поред централне, основној школи „Пале” су припадале и подручне школе у Подграбу, Подвитезу, Љубогошти, Довлићима, на Булозима, Јасику и Јахорини. Престајале су са радом 2009. године те је на Палама изграђена још једна основна школа одлуком Владе Републике Српске 3. септембра која је добила назив Основна школа „Србија”. Оснивањем су јој припале две подручне школе, у Подвитезу која је престала са радом 2012. године због недовољног броја ученика и у Подграбу која ради и данас. Школа је изграђена средствима Владе Републике Српске, док је фискултурна сала накнадно изграђена 2014. године.

## Догађаји
Догађаји основне школе „Србија”:
- Никољдан[4]
- Дан школе — Ћирила и Методије[5]
- Дан планете Земље[6]
- Дан српског јединства, слободе и националне заставе[7]
- Дан ученичких постигнућа[8]
- Дани отворених врата[9]
- Дани безбедности саобраћаја[10]
- Дечија недеља[11]
- Европски дан језика[12]
- Светски дан хране[13]
- Међународни дан матерњег језика[14]
- Међународни дан жена[15]
- Међународни дан волонтера[16]
- Међународна манифестација младих инвеститора[17]
- Манифестација „Дани књиге”[18]
- Манифестацији „Дани Душка Трифуновића”[19]
- Пројекат „Читалића”[20]
- Пројекат „Ја сам дете ове планете”[21]
- Пројекат „Вредни пажње”[22]